# Piezocera nodicollis
Piezocera nodicollis är en skalbaggsart som beskrevs av Julius Melzer 1934. Piezocera nodicollis ingår i släktet Piezocera och familjen långhorningar.
Artens utbredningsområde är Paraguay. Inga underarter finns listade i Catalogue of Life.